# 深谷警察署
深谷警察署（ふかやけいさつしょ）は、埼玉県深谷市にある、埼玉県警察が管轄する警察署の一つ。署長は警視。
2020年7月15日、地震、水害などの災害で警察署が使用できなくなった場合の一時的施設として埼玉工業大学の施設の一部を利用するという協定を締結した。

## 所在地
埼玉県深谷市戸森88番地1

## 管轄区域
深谷市（旧深谷市、旧大里郡岡部町域）

## 関係者による不祥事
- 2017年9月に発生した強盗事件で、11月に30代男性を強盗致傷や強制わいせつなどの容疑で逮捕したが、翌年5月に別の強盗事件で逮捕された男の供述により誤認逮捕が発覚した[2]。
- 2021年5月29日：署長の男性警視が商業施設備え付けのトイレットペーパーを複数個持ち出す窃盗事件を起こし、同年6月3日付で県警は署長を減給1ヶ月の懲戒処分とした[3]。署長は同日付けで依願退職しているが、県警は書類送検する方針[4]。

## 交番
- 深谷駅前交番 （深谷市西島町1丁目1番2号）
- 上柴交番 （深谷市上柴町西4丁目2番1号）
- 岡部駅前交番 （深谷市岡2650番地4）

## 駐在所
- 明戸駐在所 （深谷市蓮沼276番地1）
- 大寄駐在所 （深谷市内ヶ島11番地5）
- 人見駐在所 （深谷市人見961番地）
- 豊里駐在所 （深谷市新戒1389番地5）
- 八基駐在所 （深谷市上手計159番地2）
- 榛沢駐在所 （深谷市榛沢800番地）
- 本郷駐在所 （深谷市本郷29番地1）